# Imeria caroni
Imeria caroni är en stekelart som först beskrevs av Heinrich 1934.  Imeria caroni ingår i släktet Imeria och familjen brokparasitsteklar. Inga underarter finns listade i Catalogue of Life.